# Alexander Campbell Fraser
Alexander Campbell Fraser, född den 3 september 1819, död den 2 december 1914, var en skotsk filosofisk skriftställare.
Fraser var 1846-56 professor i logik vid New College i Edinburgh och 1856-91 professor i logik och metafysik vid universitetet där (efter Hamilton) samt höll 1894-96 Giffordföreläsningar i naturalteologi.
Sin största betydelse har Fraser som religionsfilosof. Vårt vetande grundar sig ytterst på tro. Människan får sitt högsta värde inte genom sitt tänkande, utan i ett liv av förtroendefull forskning, ädla känslor och en rättrådig vilja. Däri är den sanna filosofin att söka.
Utom en mängd uppsatser i den av honom (1850-57) redigerade "North british review" och andra tidskrifter författade han Rational philosophy in history and in system (1858), Archbishop Whately and the restoration of the study of logic (1863), Philosophy of theism (2 band, 1898; 2:a upplagan 1899).
Därjämte utgav han och kommenterade Berkeleys skrifter (3 band, 1871; 2:a upplagan 1901) samt Lockes "Essay concerning human understanding" (2 band, 1894). Över Berkeley utgav han också en förtjänstfull monografi (1881; 3:e upplagan 1899).